# Novo mestó-i egyházmegye
A Novo mestó-i egyházmegye (latinul: Dioecesis Novae Urbis; szlovénül: Škofija Novo mesto) a katolikus egyház latin egyházmegye Novo mesto városában, Szlovéniában Ljubljanai egyháztartományban. A Ljubljanai főegyházmegye szuffragán egyházmegyéje.

## Történelem
2006. április 7-én-alapították meg a Ljubljanai főegyházmegye területéből való leválasztással Novo mestó-i egyházmegye néven.

## Vezetése
Novo Mesto püspökei:
- Andrej Glavan püspök (2006. április 7. – 2021. június 30.)
- Andrej Saje püspök (2021. június 30. – jelenleg)

## Fordítás
Ez a szócikk részben vagy egészben  a   Roman Catholic Diocese of Novo Mesto című angol Wikipédia-szócikk fordításán alapul.  Az eredeti cikk szerkesztőit annak laptörténete sorolja fel. Ez a jelzés csupán a megfogalmazás eredetét és a szerzői jogokat jelzi, nem szolgál a cikkben szereplő információk forrásmegjelöléseként.

## Szomszédos egyházmegyék
- Fiumei főegyházmegye
- Ljubljanai főegyházmegye
- Celjei egyházmegye
- Zágrábi főegyházmegye